# Pomeni imen asteroidov: 18001–19000
Pregled pomenov imen asteroidov (malih planetov) od številke 18001 do 19000, ki jim je Središče za male planete dodelilo številko in so pozneje dobili tudi uradno ime  v skladu z dogovorjenim načinom imenovanja. Pregled je preverjen z Schmadelovim “Slovarjem imen malih planetov” (“Dictionary of Minor Planet Names”). Izvor nekaterih imen je pojasnjen tudi v Okrožnicah centra za male planete (“Minor Planet Circulars” ali MPC). Kadar se pojasnilo najde tudi v reviji “Nebo in teleskop” (Sky and Telescope) (S&T), je to navedeno. 
Pregled pojasnjuje izvor oziroma pomen imen asteroidov, ki ga je priznala Mednarodna astronomska zveza (IAU). Nekateri asteroidi imajo imajo dodatno pojasnilo o izvoru imena, ki pa vedno ni popolnoma zanesljivo (oznaka “†” ali “‡“). Pojasnilo o izvoru imena, ki je označeno z * je potrebno preveriti ali poiskati še v “Slovarju imen malih planetov”.
| Ime                    | Začasna oznaka | Izvor imena |
| 18001–18100            | 18001–18100    | 18001–18100 |
| ---------------------- | -------------- | --- |
| 18004 Krystosek        | 1999 JD86      | Rebecca Jennifer Krystosek, nagrajenka (prvo mesto) na Intelovem Mednarodnem znanstvenem in tehničnem sejmu (Intel International Science and Engineering Fair ali ISEF) leta 2003 † Arhivirano 2007-08-09 na Wayback Machine. |
| 18009 Patrickgeer      | 1999 JP100     | Patrick L. Geer, nagrajenec (prvo mesto) na Intelovem ‘‘Mednarodnem znanstvenem in tehničnem sejmu (Intel International Science and Engineering Fair ali ISEF) leta 2003 † Arhivirano 2007-08-09 na Wayback Machine. |
| 18012 Marsland         | 1999 JM114     | Kyle Anthony Marsland, nagrajenec na Intelovem Mednarodnem znanstvenem in tehničnem sejmu (Intel International Science and Engineering Fair ali ISEF) leta 2003 in dobitnik nagrade MILSET Expo-Sciences International Award † Arhivirano 2007-08-09 na Wayback Machine.                                                                                         |
| 18013 Shedletsky       | 1999 JS114     | Anna-Katrina Shedletsky (rojena 1986), nagrajenka (prvo mesto v medicinskih in zdravstvenih projektih) na Intelovem Mednarodnem znanstvenem in tehničnem sejmu (Intel International Science and Engineering Fair ali ISEF) leta 2003 † Arhivirano 2007-08-09 na Wayback Machine.                                                                                 |
| 18015 Semenkovich      | 1999 JD121     | Nicholas Paul Semenkovich, nagrajenec (prvo mesto v medicinskih in zdravstvenih projektih) na Intelovem ‘‘Mednarodnem znanstvenem in tehničnem sejmu (Intel International Science and Engineering Fair ali ISEF) leta 2003 † Arhivirano 2007-08-09 na Wayback Machine.                                                                                           |
| 18016 Grondahl         | 1999 JU122     | Brian Jacob Grondahl, nagrajenec na Intelovem ‘‘Mednarodnem znanstvenem in tehničnem sejmu’’ (Intel International Science and Engineering Fair ali ISEF) leta 2003 † Arhivirano 2007-08-09 na Wayback Machine. |
| 18019 Dascoli          | 1999 JJ126     | Jennifer Anne D'Ascoli, finalistka na Intelovem ‘‘Mednarodnem znanstvenem in tehničnem sejmu’’ (Intel International Science and Engineering Fair ali ISEF) leta 2004 in nagrajenka na Intelovem ‘‘Mednarodnem znanstvenem in tehničnem sejmu’’ (Intel International Science and Engineering Fair ali ISEF) leta 2003 † Arhivirano 2006-08-10 na Wayback Machine. |
| 18020 Amend            | 1999 JT126     | Gregory Amend, nagrajenec na Intelovem ‘‘Mednarodnem znanstvenem in tehničnem sejmu’’ (Intel International Science and Engineering Fair ali ISEF) leta 2003 † Arhivirano 2007-08-09 na Wayback Machine. |
| 18021 Waldman          | 1999 JH127     | Sarah Elyse Waldman, nagrajenec na Intelovem ‘‘Mednarodnem znanstvenem in tehničnem sejmu’’ (Intel International Science and Engineering Fair ali ISEF) leta 2003 † Arhivirano 2007-08-09 na Wayback Machine. |
| 18022 Pepper           | 1999 JN127     | Brian Jeffrey Pepper, nagrajenec na Intelovem ‘‘Mednarodnem znanstvenem in tehničnem sejmu’’ (Intel International Science and Engineering Fair ali ISEF) leta 2003 † Arhivirano 2007-08-09 na Wayback Machine. |
| 18023 Alpayım          | 1999 KJ3       | Buğra Alpayım, nagrajenec na Intelovem ‘‘Mednarodnem znanstvenem in tehničnem sejmu’’ (Intel International Science and Engineering Fair ali ISEF) leta 2003 † Arhivirano 2007-08-09 na Wayback Machine. |
| 18024 Dobson           | 1999 KK4       | John Dobson, ameriški izdelovalec teleskopov † |
| 18026 Juliabaldwin     | 1999 KG13      | Julia Ruby Baldwin, nagrajenec na Intelovem ‘‘Mednarodnem znanstvenem in tehničnem sejmu’’ (Intel International Science and Engineering Fair ali ISEF) leta 2003 † Arhivirano 2007-08-09 na Wayback Machine. |
| 18027 Gokcay           | 1999 KL14      | Chelsea Bahar Gokcay, nagrajenec na Intelovem ‘‘Mednarodnem znanstvenem in tehničnem sejmu’’ (Intel International Science and Engineering Fair ali ISEF) leta 2003 † Arhivirano 2007-08-09 na Wayback Machine. |
| 18028 Ramchandani      | 1999 KO14      | Joia Ramchandani, nagrajenec na Intelovem ‘‘Mednarodnem znanstvenem in tehničnem sejmu’’ (Intel International Science and Engineering Fair ali ISEF) leta 2003 † Arhivirano 2007-08-09 na Wayback Machine. |
| 18032 Geiss            | 1999 MG1       | Johannes Geiss, švicarski space scientist † |
| 18043 Laszkowska       | 1999 RQ54      | Monika Laszkowska, nagrajenka na Intelovem ‘‘Mednarodnem znanstvenem in tehničnem sejmu’’ (Intel International Science and Engineering Fair ali ISEF) leta 2003 † Arhivirano 2007-08-09 na Wayback Machine. |
| 18055 Fernhildebrandt  | 1999 TJ13      | * |
| 18059 Cavalieri        | 1999 XL137     | Bonaventura Cavalieri, italijanski matematik* |
| 18075 Donasharma       | 2000 DD5       | Dona Sarah Sharma, nagrajenec na Intelovem ‘‘Mednarodnem znanstvenem in tehničnem sejmu’’ (Intel International Science and Engineering Fair ali ISEF) leta 2003 † Arhivirano 2007-08-09 na Wayback Machine. |
| 18079 Lion-Stoppato    | 2000 FJ63      | Piero Francesco Lion-Stoppato, italijanski vesoljski znanstvenik † |
| 18084 Adamwohl         | 2000 HP47      | Adam Richard Wohl, nagrajenec na Intelovem ‘‘Mednarodnem znanstvenem in tehničnem sejmu’’ (Intel International Science and Engineering Fair ali ISEF) leta 2003 † Arhivirano 2007-08-09 na Wayback Machine. |
| 18086 Emilykraft       | 2000 JQ21      | Emily Michele Kraft, nagrajenec na Intelovem ‘‘Mednarodnem znanstvenem in tehničnem sejmu’’ (Intel International Science and Engineering Fair ali ISEF) leta 2003 † Arhivirano 2007-08-09 na Wayback Machine. |
| 18087 Yamanaka         | 2000 JA22      | Yvonne Joy Yamanaka, nagrajenec na Intelovem ‘‘Mednarodnem znanstvenem in tehničnem sejmu’’ (Intel International Science and Engineering Fair ali ISEF) leta 2003 † Arhivirano 2007-08-09 na Wayback Machine. |
| 18088 Roberteunice     | 2000 JS30      | Robert Earl Eunice, nagrajenec na Intelovem ‘‘Mednarodnem znanstvenem in tehničnem sejmu’’ (Intel International Science and Engineering Fair ali ISEF) leta 2003 † Arhivirano 2007-08-09 na Wayback Machine. |
| 18090 Kevinkuo         | 2000 JA56      | Kevin Chester Kuo, nagrajenec na Intelovem ‘‘Mednarodnem znanstvenem in tehničnem sejmu’’ (Intel International Science and Engineering Fair ali ISEF) leta 2003 † Arhivirano 2007-08-09 na Wayback Machine. |
| 18091 Iranmanesh       | 2000 JN58      | Arya Mohammad Iranmanesh, nagrajenec na Intelovem ‘‘Mednarodnem znanstvenem in tehničnem sejmu’’ (Intel International Science and Engineering Fair ali ISEF) leta 2003 † Arhivirano 2007-08-09 na Wayback Machine. |
| 18092 Reinhold         | 2000 KR29      | Kimberly Elise Reinhold, nagrajenec na Intelovem ‘‘Mednarodnem znanstvenem in tehničnem sejmu’’ (Intel International Science and Engineering Fair ali ISEF) leta 2003 † Arhivirano 2007-08-09 na Wayback Machine. |
| 18095 Frankblock       | 2000 LL5       | Frank Emmanuel Block, nagrajenec na Intelovem ‘‘Mednarodnem znanstvenem in tehničnem sejmu’’ (Intel International Science and Engineering Fair ali ISEF) leta 2003 † Arhivirano 2007-08-09 na Wayback Machine. |
| 18099 Flamini          | 2000 LD27      | Enrico Flamini, italijanski astronom † |
| 18100 Lebreton         | 2000 LE28      | Jean-Pierre Lebreton, francoski astronom † |
| 18101–18200            |                | |
| 18101 Coustenis        | 2000 LF32      | Athéna Coustenis, francoski astronom † |
| 18102 Angrilli         | 2000 LN34      | Francesco Angrilli, italijanski strokovnjak za vesolje † |
| 18104 Mahalingam       | 2000 NP3       | Satish Mahalingam, nagrajenec na Intelovem ‘‘Mednarodnem znanstvenem in tehničnem sejmu’’ (Intel International Science and Engineering Fair ali ISEF) leta 2003 † Arhivirano 2007-08-09 na Wayback Machine. |
| 18106 Blume            | 2000 NX3       | William H. Blume, ameriški višji načrtovalec vesoljskih misij † |
| 18110 HASI             | 2000 NK13      | imenovano v čast 44 članov skupine priprave Inštrumentov za analizo strukture atmosfere v misiji Huygens (Huygens Atmospheric Structure Instrument ali HASI) † |
| 18111 Pinet            | 2000 NB14      | Patrick Pinet, francoski astronom † |
| 18112 Jeanlucjosset    | 2000 NX17      | Jean-Luc Josset, švicarski astronom, direktor Vesoljskega raziskovalnega inštituta v mestu Neuchâtel, Švica † |
| 18113 Bibring          | 2000 NC19      | Jean-Pierre Bibring, francoski astronom in vesoljski strokovnjak † |
| 18114 Rosenbush        | 2000 NN19      | Vera K. Rosenbush, ukrajinska astronomka † |
| 18115 Rathbun          | 2000 NT19      | Donald Rathbun, ameriški nevrolog † |
| 18116 Prato            | 2000 NY22      | pokrajina Prato, Toskana, Italija, kjer je Muzej planetarnih znanosti (Museo di Scienze Planetarie) † |
| 18117 Jonhodge         | 2000 NY23      | Jonathon Hodge, ameriški teacher † |
| 18119 Braude           | 2000 NZ24      | Semen Ya. Braude, ruski radioastronom † |
| 18120 Lytvynenko       | 2000 NA25      | Leonid Mikolajovič Litvinenko, ukrajinski radioastronom† |
| 18121 Konovalenko      | 2000 NF25      | Alexandr A. Konovalenko, ukrajinski radioastronom † |
| 18122 Forestamartin    | 2000 NL27      | Franco Foresta Martin, italijanski popularizator znanosti, znanstveni izdajatelj časopisa Corriere della Sera † |
| 18123 Pavan            | 2000 NS27      | Luciano Pavan, italijanski glasbenik, pisatelj, slikar in ljubiteljski astronom † |
| 18124 Leeperry         | 2000 NE28      | Lee Taylor Perry, nagrajenec (drugo mesto za računalniške projekte) na Intelovem ‘‘Mednarodnem znanstvenem in tehničnem sejmu’’ (Intel International Science and Engineering Fair ali ISEF) leta 2003 † Arhivirano 2007-08-09 na Wayback Machine. |
| 18125 Brianwilson      | 2000 OF        | Brian Douglas Wilson] ameriški pop glasbenik * |
| 18127 Denversmith      | 2000 OX3       | Denver L. Smith, nagrajenec (drugo mesto za projekt vesoljskih znanosti) na Intelovem ‘‘Mednarodnem znanstvenem in tehničnem sejmu’’ (Intel International Science and Engineering Fair ali ISEF) leta 2003 † Arhivirano 2007-08-09 na Wayback Machine. |
| 18128 Wysner           | 2000 OD5       | Laura C. Wysner, nagrajenka (drugo mesto za projekt vesoljskih znanosti) na Intelovem ‘‘Mednarodnem znanstvenem in tehničnem sejmu’’ (Intel International Science and Engineering Fair ali ISEF) leta 2003 † Arhivirano 2007-08-09 na Wayback Machine. |
| 18132 Spector          | 2000 ON9       | Phil Spector, ameriški izdajatelj plošč in pisec besedil † |
| 18142 Adamsidman       | 2000 OG47      | Adam Daniel Sidman, nagrajenec (drugo mesto za tehnični projekt) na Intelovem ‘‘Mednarodnem znanstvenem in tehničnem sejmu’’ (Intel International Science and Engineering Fair ali ISEF) leta 2003 † Arhivirano 2007-08-09 na Wayback Machine. |
| 18148 Bellier          | 2000 OZ57      | Guy in Caroline Bellier, francoska kirurga ortopedije in njuna sinov Thomas in Margaux † |
| 18149 Colombatti       | 2000 OB58      | Giacomo Colombatti, italijanski planetolog † |
| 18150 Lopez-Moreno     | 2000 OC60      | José J. Lopez-Moreno, španski planetolog † |
| 18151 Licchelli        | 2000 OT60      | Domenico Licchelli, italijanski astronom in popularizator astronomije {{MPCit_JPL\|18151 †] |
| 18152 Heidimanning     | 2000 OW60      | Heidi L. K. Manning, ameriški planetarni strokovnjak {{MPCit_JPL\|18152 †] |
| 18155 Jasonschuler     | 2000 PF2       | Jason Michael Schuler, nagrajenec (drugo mesto za tehnični projekt) na Intelovem Mednarodnem znanstvenem in tehničnem sejmu (Intel International Science and Engineering Fair ali ISEF) leta 2003 † Arhivirano 2007-08-09 na Wayback Machine. |
| 18156 Kamisaibara      | 2000 PU4       | * |
| 18157 Craigwright      | 2000 PH10      | Craig John Wright, nagrajenec (drugo mesto za tehnični projekt) na Intelovem ‘‘Mednarodnem znanstvenem in tehničnem sejmu’’ (Intel International Science and Engineering Fair ali ISEF) leta 2003 † Arhivirano 2007-08-09 na Wayback Machine. |
| 18158 Nigelreuel       | 2000 PM10      | Nigel Forest Reuel, nagrajenec na Intelovem ‘‘Mednarodnem znanstvenem in tehničnem sejmu’’ (Intel International Science and Engineering Fair ali ISEF) leta 2003 † Arhivirano 2007-08-09 na Wayback Machine. |
| 18159 Andrewcook       | 2000 PW10      | Andrew Gordon Cook, nagrajenec na Intelovem ‘‘Mednarodnem znanstvenem in tehničnem sejmu’’ (Intel International Science and Engineering Fair ali ISEF) leta 2003 † Arhivirano 2007-08-09 na Wayback Machine. |
| 18160 Nihon Uchu Forum | 2000 PY12      | Nihon Uču Forum, japonski izdajatelj letnega NASDA Note v okviru Japonske vesoljske raziskovalne agencije (Japan Aerospace Exploration Agency ali JAXA) * |
| 18162 Denlea           | 2000 PX15      | Jeremy Micah Denlea, nagrajenec (drugo mesto za okoljski projekt) na Intelovem ‘‘Mednarodnem znanstvenem in tehničnem sejmu’’ (Intel International Science and Engineering Fair ali ISEF) leta 2003 † Arhivirano 2007-08-09 na Wayback Machine. |
| 18163 Jennalewis       | 2000 PF16      | Jenna Lyanne Lewis, nagrajenec na Intelovem ‘‘Mednarodnem znanstvenem in tehničnem sejmu’’ (Intel International Science and Engineering Fair ali ISEF) leta 2003 in nagrado Intelove fundacije za dosežek (Intel Foundation Achievement Award) † Arhivirano 2007-08-09 na Wayback Machine.                                                                       |
| 18170 Ramjeawan        | 2000 QW2       | Khaivchandra Ramjeawan, nagrajenka na Intelovem ‘‘Mednarodnem znanstvenem in tehničnem sejmu’’ (Intel International Science and Engineering Fair ali ISEF) leta 2003 † Arhivirano 2007-08-09 na Wayback Machine. |
| 18171 Romaneskue       | 2000 QB5       | Roman Garrick Eskue, nagrajenec na Intelovem ‘‘Mednarodnem znanstvenem in tehničnem sejmu’’ (Intel International Science and Engineering Fair ali ISEF) leta 2003 † Arhivirano 2007-08-09 na Wayback Machine. |
| 18174 Khachatryan      | 2000 QW14      | George Alexander Khachatryan, nagrajenec (drugo mesto za matematični projekt) na Intelovem ‘‘Mednarodnem znanstvenem in tehničnem sejmu’’ (Intel International Science and Engineering Fair ali ISEF) leta 2003 † Arhivirano 2007-08-09 na Wayback Machine. |
| 18175 Jenniferchoy     | 2000 QB15      | Jennifer Tze-Heng Choy, nagrajenka na Intelovem ‘‘Mednarodnem znanstvenem in tehničnem sejmu’’ (Intel International Science and Engineering Fair ali ISEF) leta 2003 † Arhivirano 2007-08-09 na Wayback Machine. |
| 18176 Julianhong       | 2000 QG22      | Julian C. Hong, nagrajenec na Intelovem ‘‘Mednarodnem znanstvenem in tehničnem sejmu’’ (Intel International Science and Engineering Fair ali ISEF) leta 2003 † Arhivirano 2007-08-09 na Wayback Machine. |
| 18177 Harunaga         | 2000 QK27      | Jill Shizuko Harunaga, nagrajenka na Intelovem ‘‘Mednarodnem znanstvenem in tehničnem sejmu’’ (Intel International Science and Engineering Fair ali ISEF) leta 2003 † Arhivirano 2007-08-09 na Wayback Machine. |
| 18180 Irenesun         | 2000 QB30      | Irene Yuan Sun, nagrajenka (drugo mesto za medicinski projekt) na Intelovem ‘‘Mednarodnem znanstvenem in tehničnem sejmu’’ (Intel International Science and Engineering Fair ali ISEF) leta 2003 † Arhivirano 2007-08-09 na Wayback Machine. |
| 18182 Wiener           | 2000 QC35      | * |
| 18184 Dianepark        | 2000 QR37      | Diane Hyemin Park, nagrajenka (drugo mesto za mikrobiološki projekt) na Intelovem ‘‘Mednarodnem znanstvenem in tehničnem sejmu’’ (Intel International Science and Engineering Fair ali ISEF) leta 2003 † Arhivirano 2007-08-09 na Wayback Machine. |
| 18189 Medeobaldia      | 2000 QN82      | Maria Elena De Obaldia, nagrajenka (drugo mesto za mikrobiološki projekt) na Intelovem ‘‘Mednarodnem znanstvenem in tehničnem sejmu’’ (Intel International Science and Engineering Fair ali ISEF) leta 2003 † Arhivirano 2007-08-09 na Wayback Machine. |
| 18190 Michaelpizer     | 2000 QY89      | Michael J. Pizer, nagrajenec na Intelovem ‘‘Mednarodnem znanstvenem in tehničnem sejmu’’ (Intel International Science and Engineering Fair ali ISEF) leta 2003 in dobitnik nagrade Intelove fundacije za dosežke (Intel Foundation Achievement Award) † Arhivirano 2007-08-09 na Wayback Machine.                                                                |
| 18191 Rayhe            | 2000 QL90      | Ray Chengchuan He, nagrajenec na Intelovem ‘‘Mednarodnem znanstvenem in tehničnem sejmu’’ (Intel International Science and Engineering Fair ali ISEF) leta 2003 † Arhivirano 2007-08-09 na Wayback Machine. |
| 18192 Craigwallace     | 2000 QP90      | Craig J. Wallace, nagrajenec na Intelovem ‘‘Mednarodnem znanstvenem in tehničnem sejmu’’ (Intel International Science and Engineering Fair ali ISEF) leta 2003 † Arhivirano 2007-08-09 na Wayback Machine. |
| 18193 Hollilydrury     | 2000 QT93      | Hollilyne Drury, nagrajenka na Intelovem ‘‘Mednarodnem znanstvenem in tehničnem sejmu’’ (Intel International Science and Engineering Fair ali ISEF) leta 2003 † Arhivirano 2007-08-09 na Wayback Machine. |
| 18196 Rowberry         | 2000 QY132     | Megan Rowberry, nagrajenka na Intelovem ‘‘Mednarodnem znanstvenem in tehničnem sejmu’’ (Intel International Science and Engineering Fair ali ISEF) leta 2003 † Arhivirano 2007-08-09 na Wayback Machine. |
| 18201–18300            |                | |
| 18228 Hyperenor        | 3163 T-1       | * |
| 18235 Lynden-Bell      | 1003 T-2       | Donald Lynden-Bell (rojen 1935), britanski astronom* |
| 18236 Bernardburke     | 1059 T-2       | Bernard Flood Burke, ameriški astronom* |
| 18237 Kenfreeman       | 1182 T-2       | Kenneth C. Freeman (rojen 1940), avstralski astronom* |
| 18238 Frankshu         | 1241 T-2       | Frank Šu, kitajsko-ameriški astrofizik † |
| 18239 Ekers            | 1251 T-2       | Ronald David Ekers (rojen 1941), avstralski astronom* |
| 18240 Mould            | 1317 T-2       | Jeremy Richard Mould, avstralski astronom* |
| 18241 Genzel           | 1325 T-2       | Reinhard Genzel (rojen 1952), nemško-ameriški astronom † |
| 18242 Peebles          | 2102 T-2       | Philip James Edwin Peebles (James Peebles) (rojen 1935), v Kanadi rojen ameriški astronom* |
| 18243 Gunn             | 2272 T-2       | James Edward Gunn, ameriški astronom* |
| 18244 Anneila          | 3008 T-2       | Anneila Sargent (rojen 1942), ameriški astronom † |
| 18263 Anchialos        | 5167 T-2       | * |
| 18268 Dardanos         | 2140 T-3       | * |
| 18278 Drymas           | 4035 T-3       | * |
| 18281 Tros             | 4317 T-3       | * |
| 18282 Ilos             | 4369 T-3       | * |
| 18284 Tsereteli        | 1970 PU        | * |
| 18286 Kneipp           | 1973 UN5       | Sebastian Kneipp (1821 – 1897), bavarski duhovnik, ustanovitelj gibanja za naravno medicino (naturopatsko medicino) * |
| 18288 Nozdrachev       | 1975 VX2       | Mihail Nikolaevič Nozdračev, ruski fizik, strokovnjak za plazmo ali Aleksandr Danilovič Nozdračhev, ruski fiziolog ali Aleksandr Nikolaevič Nozdračev, ruski pesnik* |
| 18292 Zoltowski        | 1977 FB        | * |
| 18293 Pilyugin         | 1978 SQ4       | Nikolaj Aleksejevič Piljugin (rusko Никола́й Алексее́вич Пилю́гин), (1908 – 1982), ruski konstruktor avtonomnih kontrolnih sistemov in računalnikov za vesoljsko raketno tehniko Predloga:MPCit JPL |
| 18295 Borispetrov      | 1978 TT7       | Boris Mihajlovič Petrov, ruski časnikar, direktor regionalnega centra ruske tiskovne agencije ITAR-TASS v Sankt Peterburgu Predloga:MPCit JPL |
| 18301–18400            |                | |
| 18301 Konyukhov        | 1979 QZ9       | * |
| 18321 Bobrov           | 1982 UQ10      | Vsevolod Mihajlovič Bobrov, sovjetski igralec hokeja in nogometa † |
| 18334 Drozdov          | 1987 RA3       | * |
| 18349 Dafydd           | 1990 OV4       | Dafydd ap Llywelyn (1215 – 1246), valižanski princ 1240-46 |
| 18359 Jakobstaude      | 1990 TL7       | Jakob Staude, izdajatelj revije Zvezde in vesolje (Sterne und Weltraum) * |
| 18360 Sachs            | 1990 TF9       | * |
| 18365 Shimomoto        | 1990 WN5       | * |
| 18368 Flandrau         | 1991 GZ1       | Znanstveni center in planetarij Flandrau pri Univerzi Arizone † Arhivirano 2008-07-25 na Wayback Machine. |
| 18376 Quirk            | 1991 SQ        | Steve Quirk, avstralski ljubiteljski astronom † Arhivirano 2005-06-15 na Wayback Machine. |
| 18395 Schmiedmayer     | 1992 SH2       | Jörg Schmiedmayer, nemški fizik in ljubiteljski astronom* |
| 18396 Nellysachs       | 1992 SN2       | Nelly Sachs, nemška pesnica, pisateljica dram in dobitnica Nobelove nagrade * |
| 18398 Bregenz          | 1992 SQ23      | mesto Bregenz, glavno mesto avstrijske zvezne dežele Vorarlberg † |
| 18401–18500            |                | |
| 18426 Maffei           | 1993 YN2       | Paolo Maffei (1926 – 2009), italijanski astronom † |
| 18430 Balzac           | 1994 AK16      | Honoré de Balzac (1799 – 1850), francoski romanopisec* |
| 18434 Mikesandras      | 1994 EW7       | Mike Sandras, ameriški direktor Planetrija Kenner, Louisiana, ZDA * |
| 18449 Rikwouters       | 1994 PT19      | Rik Wouters (1882 – 1916), belgijski slikar in kipar, pripadnik fauvizma Predloga:MPCit JPL |
| 18458 Caesar           | 1995 EY8       | * |
| 18460 Pecková          | 1995 PG        | Dagmar Pecková, češki mezzosopran pevka † Arhivirano 2011-05-25 na Wayback Machine. |
| 18462 Riccò            | 1995 QS2       | Annibale Riccò (1844 – 1919), italijanski astronom † |
| 18497 Nevězice         | 1996 LK1       | vas Nevězice, kraj, kjer je najdišče keltskega naselja (opidium) v centralni Češki † Predloga:MPCit JPL |
| 18498 Cesaro           | 1996 MN        | * |
| 18501–18600            |                | |
| 18505 Caravelli        | 1996 PG5       | Vito Caravelli, italijanski matematik in astronom* |
| 18510 Chasles          | 1996 SN        | Michel Chasles (1793 – 1880), francoski matematik* |
| 18531 Strakonice       | 1996 XM2       | mesto Strakonice, Češka † ‡ Predloga:MPCit JPL |
| 18542 Broglio          | 1996 YP3       | Luigi Broglio, italijanski letalski inženir, pripravljavec zasnove in direktor projekta San Marco † |
| 18548 Christoffel      | 1997 AN12      | * |
| 18550 Maoyisheng       | 1997 AN14      | * |
| 18555 Courant          | 1997 CN4       | Richard Courant (1888 – 1972), nemški matematik* |
| 18556 Battiato         | 1997 CC7       | Franco Battiato (rojen 1941), italijanski (siciljanski) umetnik in ljubiteljski astronom † |
| 18560 Coxeter          | 1997 EO7       | Harold Scott MacDonald Coxeter (1907 – 2003), v Britaniji rojen kanadski matematik* |
| 18567 Segenthau        | 1997 SS4       | vas Segenthau v Banatu, kjer je bil otroški dom odkritelja (Reiner Michael Stoss) † |
| 18568 Thuillot         | 1997 TL2       | William Thuillot, francoski astronom* |
| 18572 Rocher           | 1997 WQ22      | Patrick Rocher, francoski astronom* |
| 18574 Jeansimon        | 1997 WO23      | Jean-Louis Simon, francoski astronom* |
| 18579 Duongtuyenvu     | 1997 XY6       | * |
| 18581 Batllo           | 1997 XV8       | V. Batllo, francoski (rojen v Kataloniji ?) astronom* |
| 18596 Superbus         | 1998 BA4       | * |
| 18601–18700            |                | |
| 18601 Zafar            | 1998 BL11      | Abu-Bakr Zafar, nagrajenec na Intelovem ‘‘Mednarodnem znanstvenem in tehničnem sejmu’’ (Intel International Science and Engineering Fair ali ISEF) leta 2003 † Arhivirano 2007-08-09 na Wayback Machine. |
| 18602 Lagillespie      | 1998 BX12      | Lacy Ann Gillespie, nagrajenka na Intelovem ‘‘Mednarodnem znanstvenem in tehničnem sejmu’’ (Intel International Science and Engineering Fair ali ISEF) leta 2003 † Arhivirano 2007-08-09 na Wayback Machine. |
| 18605 Jacqueslaskar    | 1998 BL26      | Jacques Laskar, francoski astronom* |
| 18610 Arthurdent       | 1998 CC2       | Arthur Philip Dent, izmišljana oseba v romanu Štoparskem vodniku po Galaksiji (The Hitchhiker's Guide to the Galaxy) † |
| 18617 Puntel           | 1998 DY9       | * |
| 18623 Pises            | 1998 DR13      | Observatorij Pises (Pises Observatory)* |
| 18624 Prévert          | 1998 DV13      | Jacques Prévert, francoski pesnik in scenarist* |
| 18626 Michaelcarr      | 1998 DO23      | Michael Harold Carr, ameriški planetarni geolog * |
| 18634 Champigneulles   | 1998 EQ1       | občina Champigneulles, departma Meurthe-et-Moselle, Francija * |
| 18635 Frouard          | 1998 EX1       | občina Frouard, departma Meurthe-et-Moselle, Francija * |
| 18636 Villedepompey    | 1998 EF2       | Pompey, Lorraine, Francija * |
| 18637 Liverdun         | 1998 EJ2       | opčina Liverdun, departma Meurthe-et-Moselle, Francija * |
| 18638 Nouet            | 1998 EP3       | Noël Nouet, francoski umetnik * |
| 18643 van Rysselberghe | 1998 EK12      | Théo van Rysselberghe (1862 – 1926), belgijski pointilistični in impresionstični slikar Predloga:MPCit JPL |
| 18647 Václavhübner     | 1998 FD2       | Václav Hübner, češki ljubiteljski astronom † Arhivirano 2011-05-25 na Wayback Machine. |
| 18653 Christagünt      | 1998 FW15      | Christa in Günter Rothermel, starša JensaRothermela, enega izmed odkriteljev † |
| 18656 Mergler          | 1998 FW29      | Natalie Rose Mergler, nagrajenka na Intelovem ‘‘Mednarodnem znanstvenem in tehničnem sejmu’’ (Intel International Science and Engineering Fair ali ISEF) leta 2003 † Arhivirano 2007-08-09 na Wayback Machine. |
| 18658 Rajdev           | 1998 FX31      | Priya Ashoke Rajdev, nagrajenka na Intelovem Mednarodnem znanstvenem in tehničnem sejmu (Intel International Science and Engineering Fair ali ISEF) leta 2003 † Arhivirano 2007-08-09 na Wayback Machine. |
| 18659 Megangross       | 1998 FD33      | Megan Chaya Gross, nagrajenka na Intelovem ‘‘Mednarodnem znanstvenem in tehničnem sejmu’’ (Intel International Science and Engineering Fair ali ISEF) leta 2003 † Arhivirano 2007-08-09 na Wayback Machine. |
| 18661 Zoccoli          | 1998 FT34      | Christina Marie Mariolana Zoccoli, nagrajenka na Intelovem ‘‘Mednarodnem znanstvenem in tehničnem sejmu’’ (Intel International Science and Engineering Fair ali ISEF) leta 2003 † Arhivirano 2007-08-09 na Wayback Machine. |
| 18662 Erinwhite        | 1998 FV42      | Erin Margaret White, nagrajenka na Intelovem ‘‘Mednarodnem znanstvenem in tehničnem sejmu’’ (Intel International Science and Engineering Fair ali ISEF) leta 2003 † Arhivirano 2007-08-09 na Wayback Machine. |
| 18663 Lynnta           | 1998 FW42      | Lynn Marie Torrech-Antonetty, nagrajenec na Intelovem ‘‘Mednarodnem znanstvenem in tehničnem sejmu’’ (Intel International Science and Engineering Fair ali ISEF) leta 2003 † Arhivirano 2007-08-09 na Wayback Machine. |
| 18664 Rafaelta         | 1998 FA43      | Rafael Andres Torrech-Antonetty, nagrajenec na Intelovem ‘‘Mednarodnem znanstvenem in tehničnem sejmu’’ (Intel International Science and Engineering Fair ali ISEF) leta 2003 † Arhivirano 2007-08-09 na Wayback Machine. |
| 18665 Sheenahayes      | 1998 FK49      | Sheena Marie Hayes, nagrajenka na Intelovem ‘‘Mednarodnem znanstvenem in tehničnem sejmu’’ (Intel International Science and Engineering Fair ali ISEF) leta 2003 † Arhivirano 2007-08-09 na Wayback Machine. |
| 18668 Gottesman        | 1998 FU62      | David Alexander Gottesman, nagrajenec na Intelovem ‘‘Mednarodnem znanstvenem in tehničnem sejmu’’ (Intel International Science and Engineering Fair ali ISEF) leta 2003 † Arhivirano 2007-08-09 na Wayback Machine. |
| 18669 Lalitpatel       | 1998 FP63      | Lalit Ramesh Patel, nagrajenec na Intelovem ‘‘Mednarodnem znanstvenem in tehničnem sejmu’’ (Intel International Science and Engineering Fair ali ISEF) leta 2003 in Intel Foundation Achievement Award recipient † Arhivirano 2007-08-09 na Wayback Machine. |
| 18670 Shantanugaur     | 1998 FM64      | Shantanu Kadir Gaur, nagrajenec na Intelovem ‘‘Mednarodnem znanstvenem in tehničnem sejmu’’ (Intel International Science and Engineering Fair ali ISEF) leta 2003 † Arhivirano 2007-08-09 na Wayback Machine. |
| 18671 Zacharyrice      | 1998 FX64      | Zachary Philip Rice, nagrajenec na Intelovem ‘‘Mednarodnem znanstvenem in tehničnem sejmu’’ (Intel International Science and Engineering Fair ali ISEF) leta 2003 † Arhivirano 2007-08-09 na Wayback Machine. |
| 18672 Ashleyamini      | 1998 FY65      | Ashley Ali Amini, nagrajenka na Intelovem ‘‘Mednarodnem znanstvenem in tehničnem sejmu’’ (Intel International Science and Engineering Fair ali ISEF) leta 2003 † Arhivirano 2007-08-09 na Wayback Machine. |
| 18675 Amiamini         | 1998 FJ70      | Ami Rebecca Amini, nagrajenec na Intelovem ‘‘Mednarodnem znanstvenem in tehničnem sejmu’’ (Intel International Science and Engineering Fair ali ISEF) leta 2003 † Arhivirano 2007-08-09 na Wayback Machine. |
| 18676 Zdeňkaplavcová   | 1998 FE73      | Zdeňka Plavcová, češka radioastronomka † Arhivirano 2011-05-25 na Wayback Machine. |
| 18679 Heatherenae      | 1998 FW102     | Heather Renae Messick, nagrajenka na Intelovem ‘‘Mednarodnem znanstvenem in tehničnem sejmu’’ (Intel International Science and Engineering Fair ali ISEF) leta 2003 † Arhivirano 2007-08-09 na Wayback Machine. |
| 18680 Weirather        | 1998 FS103     | Sara Jo Weirather, nagrajenka na Intelovem ‘‘Mednarodnem znanstvenem in tehničnem sejmu’’ (Intel International Science and Engineering Fair ali ISEF) leta 2003 † Arhivirano 2007-08-09 na Wayback Machine. |
| 18681 Caseylipp        | 1998 FW103     | Casey Albert Lipp, nagrajenec na Intelovem ‘‘Mednarodnem znanstvenem in tehničnem sejmu’’ (Intel International Science and Engineering Fair ali ISEF) leta 2003 † Arhivirano 2007-08-09 na Wayback Machine. |
| 18689 Rodrick          | 1998 FR124     | Richard Jean Rodrick, nagrajenec na Intelovem ‘‘Mednarodnem znanstvenem in tehničnem sejmu’’ (Intel International Science and Engineering Fair ali ISEF) leta 2003 † Arhivirano 2007-08-09 na Wayback Machine. |
| 18697 Kathanson        | 1998 HB39      | Kathleen Suzanne Hanson, nagrajenka na Intelovem ‘‘Mednarodnem znanstvenem in tehničnem sejmu’’ (Intel International Science and Engineering Fair ali ISEF) leta 2003 † Arhivirano 2007-08-09 na Wayback Machine. |
| 18698 Racharles        | 1998 HX39      | Rachael Ann Charles, nagrajenka na Intelovem ‘‘Mednarodnem znanstvenem in tehničnem sejmu’’ (Intel International Science and Engineering Fair ali ISEF) leta 2003 † Arhivirano 2007-08-09 na Wayback Machine. |
| 18699 Quigley          | 1998 HL45      | Carolyn Ann Quigley, nagrajenka na Intelovem ‘‘Mednarodnem znanstvenem in tehničnem sejmu’’ (Intel International Science and Engineering Fair ali ISEF) leta 2003 † Arhivirano 2007-08-09 na Wayback Machine. |
| 18701–18800            |                | |
| 18702 Sadowski         | 1998 HG68      | John Paul Sadowski, nagrajenec na Intelovem ‘‘Mednarodnem znanstvenem in tehničnem sejmu’’ (Intel International Science and Engineering Fair ali ISEF) leta 2003 † Arhivirano 2007-08-09 na Wayback Machine. |
| 18704 Brychristian     | 1998 HF87      | Bryan William Christian, nagrajenec na Intelovem ‘‘Mednarodnem znanstvenem in tehničnem sejmu’’ (Intel International Science and Engineering Fair ali ISEF) leta 2003 † Arhivirano 2007-08-09 na Wayback Machine. |
| 18707 Annchi           | 1998 HO96      | Ann Chi, finalistka leta 2004 na Intelovem Intelovo iskanje znanstvenih talentov (Intel Science Talent Search) and nagrajenka na IntelovemMednarodnem znanstvenem in tehničnem sejmu (Intel International Science and Engineering Fair ali ISEF) leta 2003 † Arhivirano 2006-08-10 na Wayback Machine.                                                           |
| 18708 Danielappel      | 1998 HT97      | Daniel Clayton Appel, nagrajenec na Intelovem ‘‘Mednarodnem znanstvenem in tehničnem sejmu’’ (Intel International Science and Engineering Fair ali ISEF) leta 2003 † Arhivirano 2007-08-09 na Wayback Machine. |
| 18709 Laurawong        | 1998 HE99      | Laura Anne Wong, nagrajenec na Intelovem ‘‘Mednarodnem znanstvenem in tehničnem sejmu’’ (Intel International Science and Engineering Fair ali ISEF) leta 2003 † Arhivirano 2007-08-09 na Wayback Machine. |
| 18720 Jerryguo         | 1998 HP145     | Jerry Ji Guo, nagrajenec na Intelovem ‘‘Mednarodnem znanstvenem in tehničnem sejmu’’ (Intel International Science and Engineering Fair ali ISEF) leta 2003 † Arhivirano 2007-08-09 na Wayback Machine. |
| 18725 Atacama          | 1998 JL3       | Atacama Desert* |
| 18727 Peacock          | 1998 KW3       | Anthony J. Peacock, britanski-nizozemski(?) projektni znanstvenik pri Evropski vesoljski agenciji (European Space Agency) za misije Exosat in XMM-Newton Predloga:MPCit JPL |
| 18729 Potentino        | 1998 KJ4       | grad Potentino, blizu Seggiana, Toskana, Italija Predloga:MPCit JPL |
| 18734 Darboux          | 1998 MY1       | Jean Gaston Darboux (1842 - 1917), francoski matematik |
| 18735 Chubko           | 1998 MH46      | Larisa Sergiivna Čubko, ukrajinska astronomka Predloga:MPCit JPL |
| 18737 Aliciaworley     | 1998 QP79      | Alicia Lorraine Worley, nagrajenka (tretje mesto na računalniških projektih) na Intelovem ‘‘Mednarodnem znanstvenem in tehničnem sejmu’’ (Intel International Science and Engineering Fair ali ISEF) leta 2003 † Arhivirano 2007-08-09 na Wayback Machine. |
| 18739 Larryhu          | 1998 SH79      | Larry Zhixing Hu, nagrajenec na Intelovem ‘‘Mednarodnem znanstvenem in tehničnem sejmu’’ (Intel International Science and Engineering Fair ali ISEF) leta 2003 † Arhivirano 2007-08-09 na Wayback Machine. |
| 18745 San Pedro        | 1999 BJ14      | * |
| 18747 Lexcen           | 1999 FN21      | Ben Lexcen (1936 – 1988), avstralski pomorski arhitekt † |
| 18749 Ayyubguliev      | 1999 GA8       | Ayyub Salakh-ogly Guliev, azerbajdžanski astronom, direktor Astrofizikalnega observatorija Šamaha Predloga:MPCit JPL |
| 18750 Leonidakimov     | 1999 GA9       | Leonid Afanasjevič Akimov, ukrajinski planetarni znanstvenik Predloga:MPCit JPL |
| 18751 Yualexandrov     | 1999 GO9       | Jurij Vladimirovič Aleksandrov, ukrajinski planetarni znanstvenik Predloga:MPCit JPL |
| 18755 Meduna           | 1999 GS21      | Matthew Paul Meduna, nagrajenec (tretje mesto na računalniških projektih) na Intelovem ‘‘Mednarodnem znanstvenem in tehničnem sejmu’’ (Intel International Science and Engineering Fair ali ISEF) leta 2003 † Arhivirano 2007-08-09 na Wayback Machine. |
| 18766 Broderick        | 1999 JA22      | Tamara Ann Broderick, nagrajenka (tretje mesto na vesoljskih in zemeljskih projektih) na Intelovem ‘‘Mednarodnem znanstvenem in tehničnem sejmu’’ (Intel International Science and Engineering Fair ali ISEF) leta 2003 † Arhivirano 2007-08-09 na Wayback Machine.                                                                                              |
| 18768 Sarahbates       | 1999 JE22      | Sarah Woodring Bates, nagrajenka (tretje mesto na vesoljskih in zemeljskih projektih) na Intelovem ‘‘Mednarodnem znanstvenem in tehničnem sejmu’’ (Intel International Science and Engineering Fair ali ISEF) leta 2003 † Arhivirano 2007-08-09 na Wayback Machine.                                                                                              |
| 18770 Yingqiuqilei     | 1999 JN25      | Yingqiuqi Lei, nagrajenka (tretje mesto na vesoljskih in zemeljskih projektih) na Intelovem ‘‘Mednarodnem znanstvenem in tehničnem sejmu’’ (Intel International Science and Engineering Fair ali ISEF) leta 2003 † Arhivirano 2007-08-09 na Wayback Machine. |
| 18771 Sisiliang        | 1999 JA26      | Sisi Liang, nagrajenka (tretje mesto na vesoljskih in zemeljskih projektih) na Intelovem ‘‘Mednarodnem znanstvenem in tehničnem sejmu’’ (Intel International Science and Engineering Fair ali ISEF) leta 2003 † Arhivirano 2007-08-09 na Wayback Machine. |
| 18773 Bredehoft        | 1999 JY36      | Belle Dean Bredehoft, nagrajenec na Intelovem ‘‘Mednarodnem znanstvenem in tehničnem sejmu’’ (Intel International Science and Engineering Fair ali ISEF) leta 2003 † Arhivirano 2007-08-09 na Wayback Machine. |
| 18774 Lavanture        | 1999 JT38      | Douglas George Lavanture, nagrajenec na Intelovem ‘‘Mednarodnem znanstvenem in tehničnem sejmu’’ (Intel International Science and Engineering Fair ali ISEF) leta 2003 † Arhivirano 2007-08-09 na Wayback Machine. |
| 18775 Donaldeng        | 1999 JD39      | Donald Eng, nagrajenec na Intelovem ‘‘Mednarodnem znanstvenem in tehničnem sejmu’’ (Intel International Science and Engineering Fair ali ISEF) leta 2003 † Arhivirano 2007-08-09 na Wayback Machine. |
| 18776 Coulter          | 1999 JP39      | Michael Edward Coulter, nagrajenec na Intelovem Mednarodnem znanstvenem in tehničnem sejmu (Intel International Science and Engineering Fair ali ISEF) leta 2003 † Arhivirano 2007-08-09 na Wayback Machine. |
| 18777 Hobson           | 1999 JA41      | Christina Nicole Hobson, nagrajenka na Intelovem Mednarodnem znanstvenem in tehničnem sejmu (Intel International Science and Engineering Fair ali ISEF) leta 2003 † Arhivirano 2007-08-09 na Wayback Machine. |
| 18779 Hattyhong        | 1999 JN44      | Hatty Hong, nagrajenka (tretje mesto na tehničnih projektih) na Intelovem Mednarodnem znanstvenem in tehničnem sejmu (Intel International Science and Engineering Fair ali ISEF) leta 2003 † Arhivirano 2007-08-09 na Wayback Machine. |
| 18780 Kuncham          | 1999 JY44      | Vivek Kuncham, nagrajenec na Intelovem Mednarodnem znanstvenem in tehničnem sejmu (Intel International Science and Engineering Fair ali ISEF) leta 2003 † Arhivirano 2007-08-09 na Wayback Machine. |
| 18781 Indaram          | 1999 JH45      | Maanasa Indaram, nagrajenka na Intelovem Mednarodnem znanstvenem in tehničnem sejmu (Intel International Science and Engineering Fair ali ISEF) leta 2003 † Arhivirano 2007-08-09 na Wayback Machine. |
| 18782 Joanrho          | 1999 JJ46      | Joan Young Rho, nagrajenka na Intelovem Mednarodnem znanstvenem in tehničnem sejmu (Intel International Science and Engineering Fair ali ISEF) leta 2003 † Arhivirano 2007-08-09 na Wayback Machine. |
| 18783 Sychamberlin     | 1999 JL47      | Sydney JoAnne Chamberlin, nagrajenka na Intelovem Mednarodnem znanstvenem in tehničnem sejmu (Intel International Science and Engineering Fair ali ISEF) leta 2003 † Arhivirano 2007-08-09 na Wayback Machine. |
| 18785 Betsywelsh       | 1999 JV48      | Elizabeth Jean Welsh, nagrajenka (tretje mesto na okoljskih projektih) na Intelovem Mednarodnem znanstvenem in tehničnem sejmu (Intel International Science and Engineering Fair ali ISEF) leta 2003 † Arhivirano 2007-08-09 na Wayback Machine. |
| 18786 Tyjorgenson      | 1999 JS53      | Tyler Lee Jorgenson, nagrajenec na Intelovem Mednarodnem znanstvenem in tehničnem sejmu (Intel International Science and Engineering Fair ali ISEF) leta 2003 † Arhivirano 2007-08-09 na Wayback Machine. |
| 18787 Kathermann       | 1999 JV53      | Katherine Laura Hermann, nagrajenka na Intelovem Mednarodnem znanstvenem in tehničnem sejmu (Intel International Science and Engineering Fair ali ISEF) leta 2003 † Arhivirano 2007-08-09 na Wayback Machine. |
| 18788 Carriemiller     | 1999 JX53      | Carrie Anna Miller, nagrajenka na Intelovem Mednarodnem znanstvenem in tehničnem sejmu (Intel International Science and Engineering Fair ali ISEF) leta 2003 † Arhivirano 2007-08-09 na Wayback Machine. |
| 18789 Metzger          | 1999 JV56      | Vincent Tyler Metzger, nagrajenec na Intelovem Mednarodnem znanstvenem in tehničnem sejmu (Intel International Science and Engineering Fair ali ISEF) leta 2003 † Arhivirano 2007-08-09 na Wayback Machine. |
| 18790 Ericaburden      | 1999 JG57      | Erica Mariel Burden, nagrajenka na Intelovem Mednarodnem znanstvenem in tehničnem sejmu (Intel International Science and Engineering Fair ali ISEF) leta 2003 † Arhivirano 2007-08-09 na Wayback Machine. |
| 18794 Kianafrank       | 1999 JG62      | Kiana Laieikawai Frank, nagrajenka na Intelovem Mednarodnem znanstvenem in tehničnem sejmu (Intel International Science and Engineering Fair ali ISEF) leta 2003 † Arhivirano 2007-08-09 na Wayback Machine. |
| 18796 Acosta           | 1999 JH64      | Iyen Abdon Acosta, nagrajenka (tretje mesto na okoljskih projektih) na Intelovem Mednarodnem znanstvenem in tehničnem sejmu (Intel International Science and Engineering Fair ali ISEF) leta 2003 † Arhivirano 2007-08-09 na Wayback Machine. |
| 18800 Terresadodge     | 1999 JL76      | Terresa Louise Dodge, nagrajenka (tretje mesto na okoljskih projektih) na Intelovem Mednarodnem znanstvenem in tehničnem sejmu (Intel International Science and Engineering Fair ali ISEF) leta 2003 † Arhivirano 2007-08-09 na Wayback Machine. |
| 18801–18900            |                | |
| 18801 Noelleoas        | 1999 JO76      | Noelle Joan Oas, nagrajenka na Intelovem Mednarodnem znanstvenem in tehničnem sejmu (Intel International Science and Engineering Fair ali ISEF) leta 2003 † Arhivirano 2007-08-09 na Wayback Machine. |
| 18803 Hillaryoas       | 1999 JH77      | Hillary Joan Oas, nagrajenka na Intelovem Mednarodnem znanstvenem in tehničnem sejmu (Intel International Science and Engineering Fair ali ISEF) leta 2003 † Arhivirano 2007-08-09 na Wayback Machine. |
| 18805 Kellyday         | 1999 JX77      | Kelly Jean Day, nagrajenka na Intelovem Mednarodnem znanstvenem in tehničnem sejmu (Intel International Science and Engineering Fair ali ISEF) leta 2003 † Arhivirano 2007-08-09 na Wayback Machine. |
| 18806 Zachpenn         | 1999 JX79      | Zach Penn, nagrajenec na Intelovem Mednarodnem znanstvenem in tehničnem sejmu (Intel International Science and Engineering Fair ali ISEF) leta 2003 † Arhivirano 2007-08-09 na Wayback Machine. |
| 18809 Meileawertz      | 1999 JP86      | Meilea Elise Wertz, nagrajenka na Intelovem Mednarodnem znanstvenem in tehničnem sejmu (Intel International Science and Engineering Fair ali ISEF) leta 2003 † Arhivirano 2007-08-09 na Wayback Machine. |
| 18812 Aliadler         | 1999 KT13      | Alexandra Raisa Adler, nagrajenka na Intelovem Mednarodnem znanstvenem in tehničnem sejmu (Intel International Science and Engineering Fair ali ISEF) leta 2003 † Arhivirano 2007-08-09 na Wayback Machine. |
| 18814 Ivanovsky        | 1999 KJ17      | Oleg Genrihovič Ivanovski]], ruski namestnik vodje glavnega konstrukterja sovjetskih misij Luna in Lunohod, konstrukter vesoljske ladje Vostok, direktor Muzeja vesoljske zveze Lavočkin v Moskvi Predloga:MPCit JPL |
| 18818 Yasuhiko         | 1999 MB2       | * |
| 18821 Markhavel        | 1999 NW9       | Mark Junichi Havel, nagrajenec na Intelovem Mednarodnem znanstvenem in tehničnem sejmu (Intel International Science and Engineering Fair ali ISEF) leta 2003 † Arhivirano 2007-08-09 na Wayback Machine. |
| 18823 Zachozer         | 1999 NS20      | Zachary Adam Ozer, nagrajenec na Intelovem Mednarodnem znanstvenem in tehničnem sejmu (Intel International Science and Engineering Fair ali ISEF) leta 2003 † Arhivirano 2007-08-09 na Wayback Machine. |
| 18824 Graves           | 1999 NF23      | Daniel David Graves, nagrajenec na Intelovem Mednarodnem znanstvenem in tehničnem sejmu (Intel International Science and Engineering Fair ali ISEF) leta 2003 † Arhivirano 2007-08-09 na Wayback Machine. |
| 18825 Alicechai        | 1999 NO23      | Alice Wan Chai, nagrajenka (tretje mesto za matematične projekte) na Intelovem Mednarodnem znanstvenem in tehničnem sejmu (Intel International Science and Engineering Fair ali ISEF) leta 2003 † Arhivirano 2007-08-09 na Wayback Machine. |
| 18826 Leifer           | 1999 NG24      | Andrew Michael Leifer, nagrajenec na Intelovem Mednarodnem znanstvenem in tehničnem sejmu (Intel International Science and Engineering Fair ali ISEF) leta 2003 † Arhivirano 2007-08-09 na Wayback Machine. |
| 18830 Pothier          | 1999 NZ35      | David Guillaume Pothier, nagrajenec na Intelovem Mednarodnem znanstvenem in tehničnem sejmu (Intel International Science and Engineering Fair ali ISEF) leta 2003 † Arhivirano 2007-08-09 na Wayback Machine. |
| 18836 Raymundto        | 1999 NM62      | Raymund Chun-Hung To, nagrajenec na Intelovem Mednarodnem znanstvenem in tehničnem sejmu (Intel International Science and Engineering Fair ali ISEF) leta 2003 † Arhivirano 2007-08-09 na Wayback Machine. |
| 18838 Shannon          | 1999 OQ        | * |
| 18839 Whiteley         | 1999 PG        | * |
| 18840 Yoshioba         | 1999 PT4       | * |
| 18841 Hruška           | 1999 RL3       | Luboš Hruška, češki oblikovalec Spomenika žrtvam hudiča v Plzňu † |
| 18843 Ningzhou         | 1999 RK22      | Ning Zhou, 2004 Intel Science Talent Search finalist and nagrajenec na Intelovem Mednarodnem znanstvenem in tehničnem sejmu (Intel International Science and Engineering Fair ali ISEF) leta 2003 † Arhivirano 2006-08-10 na Wayback Machine. |
| 18845 Cichocki         | 1999 RY27      | Bruno Cichocki, inženi in ljubiteljski astronom † |
| 18851 Winmesser        | 1999 RP84      | Winston Harmon Messer, nagrajenec na Intelovem Mednarodnem znanstvenem in tehničnem sejmu (Intel International Science and Engineering Fair ali ISEF) leta 2003 † Arhivirano 2007-08-09 na Wayback Machine. |
| 18855 Sarahgutman      | 1999 RQ112     | Sarah Elizabeth Gutman, nagrajenka na Intelovem Mednarodnem znanstvenem in tehničnem sejmu (Intel International Science and Engineering Fair ali ISEF) leta 2003 † Arhivirano 2007-08-09 na Wayback Machine. |
| 18857 Lalchandani      | 1999 RE117     | Rupa Lalchandani, nagrajenka na Intelovem Mednarodnem znanstvenem in tehničnem sejmu (Intel International Science and Engineering Fair ali ISEF) leta 2003 † Arhivirano 2007-08-09 na Wayback Machine. |
| 18858 Tecleveland      | 1999 RO117     | Thomas Edgar Cleveland, nagrajenec na Intelovem Mednarodnem znanstvenem in tehničnem sejmu (Intel International Science and Engineering Fair ali ISEF) leta 2003 † Arhivirano 2007-08-09 na Wayback Machine. |
| 18861 Eugenishmidt     | 1999 RW166     | Eugenia Shmidt, nagrajenka (tretje mesto za projekt v mikrobiologiji) na Intelovem Mednarodnem znanstvenem in tehničnem sejmu (Intel International Science and Engineering Fair ali ISEF) leta 2003 † Arhivirano 2007-08-09 na Wayback Machine. |
| 18862 Warot            | 1999 RE183     | Gregory Andrew Warot, nagrajenec na Intelovem Mednarodnem znanstvenem in tehničnem sejmu (Intel International Science and Engineering Fair ali ISEF) leta 2003 † Arhivirano 2007-08-09 na Wayback Machine. |
| 18871 Grauer           | 1999 VQ12      | * |
| 18872 Tammann          | 1999 VR20      | Gustav Tammann, švicarski kozmolog † Arhivirano 2004-10-24 na Wayback Machine. |
| 18873 Larryrobinson    | 1999 VJ22      | Larry Robinson, ameriški astronom † |
| 18874 Raoulbehrend     | 1999 VZ22      | Raoul Behrend, švicarski astronom † Arhivirano 2004-10-24 na Wayback Machine. |
| 18876 Sooner           | 1999 XM        | država Oklahoma, (drugo ime je Sooner State) |
| 18877 Stevendodds      | 1999 XP7       | Steven James Dodds, britanski astronom* |
| 18880 Toddblumberg     | 1999 XM166     | Todd James Blumberg, nagrajenec na Intelovem Mednarodnem znanstvenem in tehničnem sejmu (Intel International Science and Engineering Fair ali ISEF) leta 2003 † Arhivirano 2007-08-09 na Wayback Machine. |
| 18883 Domegge          | 1999 YT8       | * |
| 18887 Yiliuchen        | 2000 AP181     | Jiliu Čen, nagrajenka (tretje mesto za mikrobiološki projekt) na Intelovem Mednarodnem znanstvenem in tehničnem sejmu (Intel International Science and Engineering Fair ali ISEF) leta 2003 † Arhivirano 2007-08-09 na Wayback Machine. |
| 18891 Kamler           | 2000 EF40      | Jonathan Jacques Kamler, nagrajenec na Intelovem Mednarodnem znanstvenem in tehničnem sejmu (Intel International Science and Engineering Fair ali ISEF) leta 2003 † Arhivirano 2007-08-09 na Wayback Machine. |
| 18901–19000            |                | |
| 18903 Matsuura         | 2000 ND29      | * |
| 18905 Weigan           | 2000 OF10      | Wei Gan, nagrajenec na Intelovem Mednarodnem znanstvenem in tehničnem sejmu (Intel International Science and Engineering Fair ali ISEF) leta 2003 † Arhivirano 2007-08-09 na Wayback Machine. |
| 18907 Kevinclaytor     | 2000 OW20      | Kevin E. Claytor, nagrajenec na Intelovem Mednarodnem znanstvenem in tehničnem sejmu (Intel International Science and Engineering Fair ali ISEF) leta 2003 † Arhivirano 2007-08-09 na Wayback Machine. |
| 18910 Nolanreis        | 2000 OR22      | Nolan Herman Reis, nagrajenec na Intelovem Mednarodnem znanstvenem in tehničnem sejmu (Intel International Science and Engineering Fair ali ISEF) leta 2003 † Arhivirano 2007-08-09 na Wayback Machine. |
| 18912 Kayfurman        | 2000 OM32      | Kay Dee Furman, nagrajenka (tretje mesto za zoološki projekt) na Intelovem Mednarodnem znanstvenem in tehničnem sejmu (Intel International Science and Engineering Fair ali ISEF) leta 2003 † Arhivirano 2007-08-09 na Wayback Machine. |
| 18918 Nishashah        | 2000 OB50      | Nisha Vikram Shah, nagrajenka (tretje mesto za zoološki projekt) na Intelovem Mednarodnem znanstvenem in tehničnem sejmu (Intel International Science and Engineering Fair ali ISEF) leta 2003 † Arhivirano 2007-08-09 na Wayback Machine. |
| 18923 Jennifersass     | 2000 PC23      | Jennifer Rose Sass, nagrajenka na Intelovem Mednarodnem znanstvenem in tehničnem sejmu (Intel International Science and Engineering Fair ali ISEF) leta 2003 † Arhivirano 2007-08-09 na Wayback Machine. |
| 18924 Vinjamoori       | 2000 PV24      | Anant Vinjamoori, nagrajenec (drugo mesto za zoološki projekt) na Intelovem Mednarodnem znanstvenem in tehničnem sejmu (Intel International Science and Engineering Fair ali ISEF) leta 2003 † Arhivirano 2007-08-09 na Wayback Machine. |
| 18928 Pontremoli       | 2000 QH9       | * |
| 18930 Athreya          | 2000 QW27      | Khannan Kameshvaran Athreya, nagrajenec na Intelovem Mednarodnem znanstvenem in tehničnem sejmu (Intel International Science and Engineering Fair ali ISEF) leta 2003 † Arhivirano 2007-08-09 na Wayback Machine. |
| 18932 Robinhood        | 2000 QH35      | Robin Hood, angleški ljudski junak * |
| 18935 Alfandmedina     | 2000 QE37      | Alfredo Andres Medina, nagrajenec na Intelovem Mednarodnem znanstvenem in tehničnem sejmu (Intel International Science and Engineering Fair ali ISEF) leta 2003 † Arhivirano 2007-08-09 na Wayback Machine. |
| 18938 Zarabeth         | 2000 QU44      | Zarabeth Lehr Golden, nagrajenka na Intelovem Mednarodnem znanstvenem in tehničnem sejmu (Intel International Science and Engineering Fair ali ISEF) leta 2003 † Arhivirano 2007-08-09 na Wayback Machine. |
| 18939 Sariancel        | 2000 QZ48      | Sari Ancel, nagrajenka na Intelovem Mednarodnem znanstvenem in tehničnem sejmu (Intel International Science and Engineering Fair ali ISEF) leta 2003 † Arhivirano 2007-08-09 na Wayback Machine. |
| 18943 Elaisponton      | 2000 QA55      | Elais M. Ponton, nagrajenka na Intelovem Mednarodnem znanstvenem in tehničnem sejmu (Intel International Science and Engineering Fair ali ISEF) leta 2003 † Arhivirano 2007-08-09 na Wayback Machine. |
| 18944 Sawilliams       | 2000 QG61      | Stephanie Alexandra Williams, nagrajenka na Intelovem Mednarodnem znanstvenem in tehničnem sejmu (Intel International Science and Engineering Fair ali ISEF) leta 2003 † Arhivirano 2007-08-09 na Wayback Machine. |
| 18946 Massar           | 2000 QM75      | Sonny Raye Massar, nagrajenec na Intelovem Mednarodnem znanstvenem in tehničnem sejmu (Intel International Science and Engineering Fair ali ISEF) leta 2003 † Arhivirano 2007-08-09 na Wayback Machine. |
| 18947 Cindyfulton      | 2000 QV76      | Cindy Marie Fulton, nagrajenka (drugo mesto na socialnih projektih) na Intelovem Mednarodnem znanstvenem in tehničnem sejmu (Intel International Science and Engineering Fair ali ISEF) leta 2003 † Arhivirano 2007-08-09 na Wayback Machine. |
| 18948 Hinkle           | 2000 QT79      | Athena Leah Hinkle, nagrajenka na Intelovem Mednarodnem znanstvenem in tehničnem sejmu (Intel International Science and Engineering Fair ali ISEF) leta 2003 † Arhivirano 2007-08-09 na Wayback Machine. |
| 18949 Tumaneng         | 2000 QX85      | Karen Andres Tumaneng, nagrajenka (četrto mesto na biokemijskih projektih) na Intelovem Mednarodnem znanstvenem in tehničnem sejmu (Intel International Science and Engineering Fair ali ISEF) leta 2003 † Arhivirano 2007-08-09 na Wayback Machine. |
| 18950 Marakessler      | 2000 QX95      | Marissa Rachel Kessler, nagrajenka na Intelovem Mednarodnem znanstvenem in tehničnem sejmu (Intel International Science and Engineering Fair ali ISEF) leta 2003 † Arhivirano 2007-08-09 na Wayback Machine. |
| 18953 Laurensmith      | 2000 QR114     | Lauren Marie Smith, nagrajenka (četrto mesto za projekt iz botanike) na Intelovem Mednarodnem znanstvenem in tehničnem sejmu (Intel International Science and Engineering Fair ali ISEF) leta 2003 † Arhivirano 2007-08-09 na Wayback Machine. |
| 18954 Sarahbounds      | 2000 QT119     | Sarah Brittany Bounds, nagrajenka (četrto mesto za projekt iz botanike) na Intelovem Mednarodnem znanstvenem in tehničnem sejmu (Intel International Science and Engineering Fair ali ISEF) leta 2003 † Arhivirano 2007-08-09 na Wayback Machine. |
| 18956 Jessicarnold     | 2000 QK126     | Jessica Lynn Arnold, nagrajenka (četrto mesto za projekt iz botanike) na Intelovem Mednarodnem znanstvenem in tehničnem sejmu (Intel International Science and Engineering Fair ali ISEF) leta 2003 † Arhivirano 2007-08-09 na Wayback Machine. |
| 18957 Mijacobsen       | 2000 QE128     | Michael Thomas Jacobsen, nagrajenec (četrto mesto za projekt iz botanike) na Intelovem Mednarodnem znanstvenem in tehničnem sejmu (Intel International Science and Engineering Fair ali ISEF) leta 2003 † Arhivirano 2007-08-09 na Wayback Machine. |
| 18961 Hampfreeman      | 2000 QR140     | Thomas Hampton Freeman, nagrajenec (četrto mesto za projekt iz botanike) na Intelovem Mednarodnem znanstvenem in tehničnem sejmu (Intel International Science and Engineering Fair ali ISEF) leta 2003 † Arhivirano 2007-08-09 na Wayback Machine. |
| 18964 Fairhurst        | 2000 QJ142     | Maggie Sara Fairhurst, nagrajenka (četrto mesto za projekt iz botanike) na Intelovem Mednarodnem znanstvenem in tehničnem sejmu (Intel International Science and Engineering Fair ali ISEF) leta 2003 † Arhivirano 2007-08-09 na Wayback Machine. |
| 18965 Lazenby          | 2000 QR142     | Tanya Marie Lazenby, nagrajenka (četrto mesto za projekt iz botanike) na Intelovem Mednarodnem znanstvenem in tehničnem sejmu (Intel International Science and Engineering Fair ali ISEF) leta 2003 † Arhivirano 2007-08-09 na Wayback Machine. |
| 18969 Valfriedmann     | 2000 QY152     | Valerie Star Friedmann, nagrajenka (četrto mesto za projekt iz botanike) na Intelovem Mednarodnem znanstvenem in tehničnem sejmu (Intel International Science and Engineering Fair ali ISEF) leta 2003 † Arhivirano 2007-08-09 na Wayback Machine. |
| 18970 Jenniharper      | 2000 QU168     | Jennifer Dawn Harper, nagrajenka (četrto mesto za projekt iz botanike) na Intelovem Mednarodnem znanstvenem in tehničnem sejmu (Intel International Science and Engineering Fair ali ISEF) leta 2003 † Arhivirano 2007-08-09 na Wayback Machine. |
| 18973 Crouch           | 2000 QJ193     | Kegan Kade Crouch, nagrajenec (četrto mesto za njegov projekt iz kemije) na Intelovem Mednarodnem znanstvenem in tehničnem sejmu (Intel International Science and Engineering Fair ali ISEF) leta 2003 † Arhivirano 2007-08-09 na Wayback Machine. |
| 18974 Brungardt        | 2000 QX195     | Adam Robert Brungardt, nagrajenec na Intelovem Mednarodnem znanstvenem in tehničnem sejmu (Intel International Science and Engineering Fair ali ISEF) leta 2003 † Arhivirano 2007-08-09 na Wayback Machine. |
| 18976 Kunilraval       | 2000 QH206     | Kunil Kaushik Raval, nagrajenec na Intelovem Mednarodnem znanstvenem in tehničnem sejmu (Intel International Science and Engineering Fair ali ISEF) leta 2003 † Arhivirano 2007-08-09 na Wayback Machine. |
| 18979 Henryfong        | 2000 RC2       | Henry Fong, nagrajenec na Intelovem Mednarodnem znanstvenem in tehničnem sejmu (Intel International Science and Engineering Fair ali ISEF) leta 2003 † Arhivirano 2007-08-09 na Wayback Machine. |
| 18980 Johannatang      | 2000 RY2       | Johanna Tang, nagrajenka na Intelovem Mednarodnem znanstvenem in tehničnem sejmu (Intel International Science and Engineering Fair ali ISEF) leta 2003 † Arhivirano 2007-08-09 na Wayback Machine. |
| 18983 Allentran        | 2000 RG6       | Allen Hing Tran, nagrajenec na Intelovem Mednarodnem znanstvenem in tehničnem sejmu (Intel International Science and Engineering Fair ali ISEF) leta 2003 † Arhivirano 2007-08-09 na Wayback Machine. |
| 18984 Olathe           | 2000 RA8       | mesto Olanthe, Kansas, ZDA, kraj, kjer leži Observatorij Sunflower † |
| 18987 Irani            | 2000 RU23      | Natasha Rustom Irani, nagrajenka na Intelovem Mednarodnem znanstvenem in tehničnem sejmu (Intel International Science and Engineering Fair ali ISEF) leta 2003 † Arhivirano 2007-08-09 na Wayback Machine. |
| 18991 Tonivanov        | 2000 RD35      | Tonislav Ivanov Ivanov, nagrajenec na Intelovem Mednarodnem znanstvenem in tehničnem sejmu (Intel International Science and Engineering Fair ali ISEF) leta 2003 † Arhivirano 2007-08-09 na Wayback Machine. |
| 18992 Katharvard       | 2000 RK40      | Katherine Harvard, nagrajenka na Intelovem Mednarodnem znanstvenem in tehničnem sejmu (Intel International Science and Engineering Fair ali ISEF) leta 2003 † Arhivirano 2007-08-09 na Wayback Machine. |
| 18994 Nhannguyen       | 2000 RO50      | Nhan Duy Nguyen, nagrajenec na Intelovem Mednarodnem znanstvenem in tehničnem sejmu (Intel International Science and Engineering Fair ali ISEF) leta 2003 † Arhivirano 2007-08-09 na Wayback Machine. |
| 18997 Mizrahi          | 2000 RG54      | Jonathan Albert Mizrahi, nagrajenec na Intelovem Mednarodnem znanstvenem in tehničnem sejmu (Intel International Science and Engineering Fair ali ISEF) leta 2003 † Arhivirano 2007-08-09 na Wayback Machine. |

| Predhodnik: 17001–18000 | Pomeni imen asteroidov Seznam asteroidov (18001-18250) Seznam asteroidov (18251-18500) Seznam asteroidov (18501-18750) Seznam asteroidov (18751-19000) | Naslednik: 19001–20000 |